# Tokyos historia

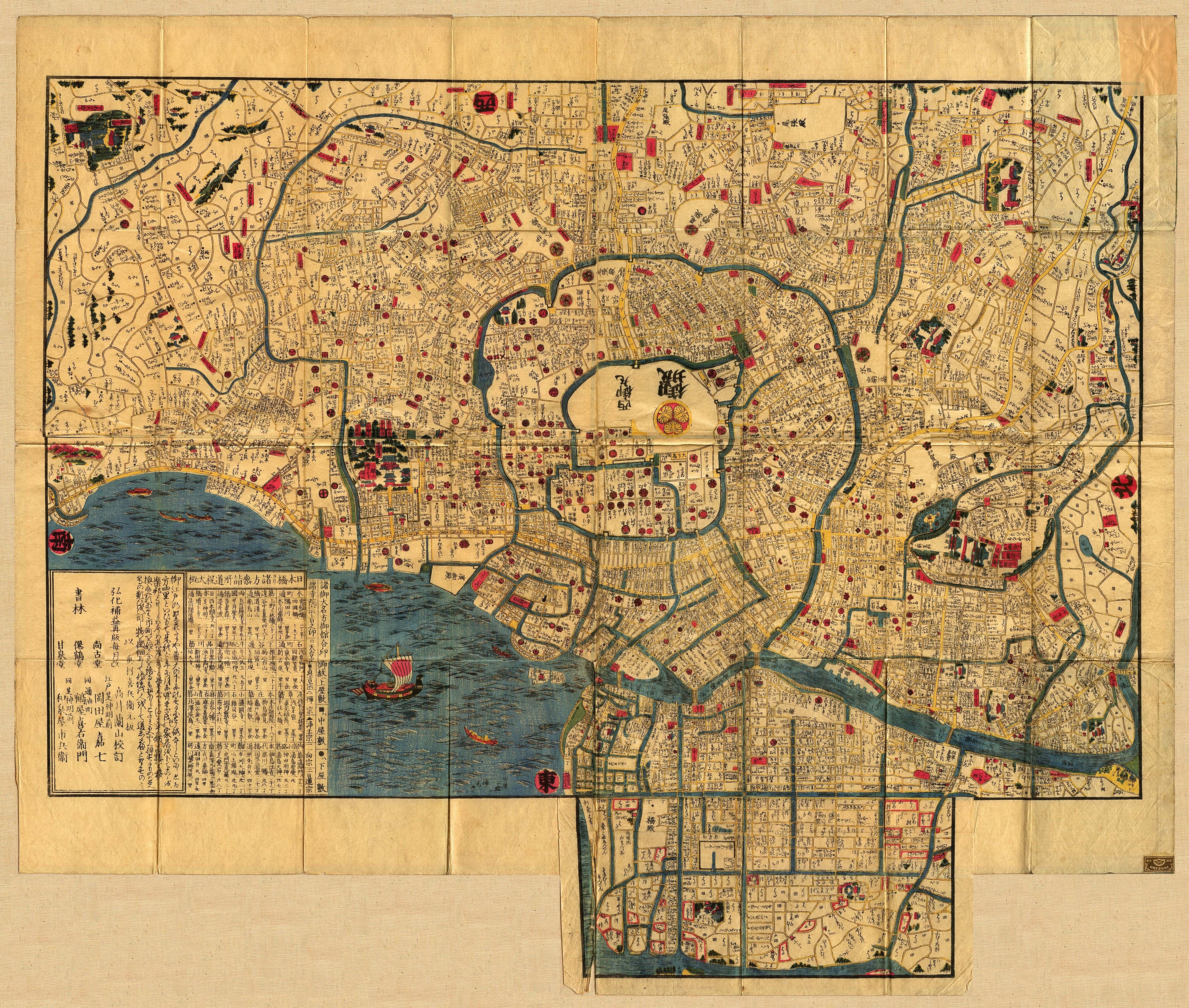
Edo 1844-1848.

Tokyos historia börjar under Kamakuraperioden (1192–1333), när byn Edo bildas. Under Edoperioden (1603–1868) växer staden och blir så småningom världens största storstad och ett centrum för nya japanska konst- och kulturformer. 1868 byter staden namn till Tokyo, "östra huvudstaden", när kejsaren flyttar hit från Kyoto.
Izuöarna och Ogasawaraöarna, som hör till Tokyo prefektur, koloniserades först under Edoperioden. Några av öarna användes då som förvisningsplats för kriminella.

## Förhistoria
Tokyoområdet var fritt från is under den senaste istiden, men det är osäkert hur länge det varit bebott. De tidigaste japanska fynden av stenverktygen är 30 000–35 000 år gamla, men de flesta verktyg har hittats i sydvästra Japan.
Man har antagit att de första bosättarna i Tokyoområdet var ainufolk. De tidigaste lämningarna av fasta bosättningar är från mellersta Jomonperioden, för omkring 4 500 år sedan.
Rika keramiklämningar från Yayoiperioden (300 f.Kr. – 200 e.Kr.) har hittats i nuvarande Tokyo prefektur, och perioden har fått sitt namn från en tidig fyndplats här. Yayoikulturen kom troligen hit från Kyushu, men det är inte känt exakt när.

## Tidig historia: Musashi-provinsen
I slutet av 600-talet delades Japan in i provinser och städer enligt kinesiskt system. Fuchū, i västra Tokyo prefektur, blev huvudstad i Musashiprovinsen, Kantōregionens största provins. Provinstemplet låg i Kokubunji, inne i nuvarande Tokyo.
Tokyos äldsta bevarade tempel, Sensō-ji i Asakusa, Taito är också från den här tiden. Det restes år 645. 
I början av 700-talet hittar man koppar i Musahiprovinsen. Den används bland annat för att trycka de första japanska mynten, wadōmynten.
När byn Edo bildats under Kamakuraperioden, där tidigare fiskarbyn Shibasaki låg, växer den på Fuchus bekostnad, och snart blir Edo den största staden i området.

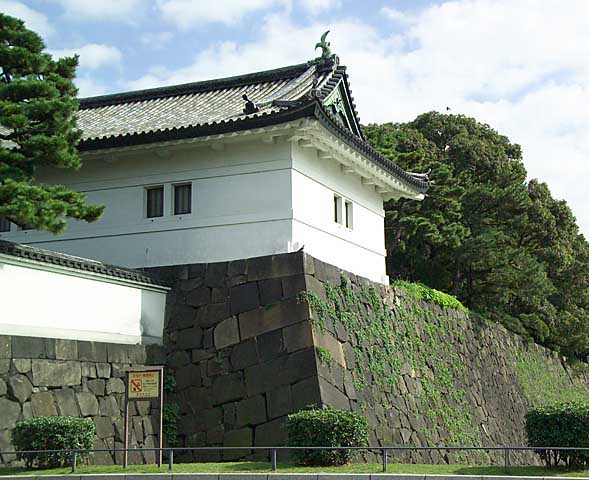
Edo slott, nuvarande kejserliga palatset.

## Muromachiperioden: Samurajerna flyttar in
Under muromachiperioden (1338–1573) börjar Edo bli militärernas stad. Ōta Dōkan, en av Uesugi Mochitomos vasaller påbörjar bygget av det stora slottet i Edo år 1457, på samma plats som det kejserliga palatset ligger på i dag. Hōjō Ujitsuna flyttade in i slottet 1524 och Tokugawa Ieyasu 1590.
I striderna mellan konkurrerande daimyoer (länsfurstar) står i slutet av 1500-talet daimyoerna i Edo som de starkaste, och staden växer i betydelse. När Edoperioden börjar är staden redan på uppgång.

## Edoperioden
Edoperioden, eller Tokugawa-shogunatet inleds när Tokugawaklanen efter årtionden av strider enas Japan under sitt välde. Kejsaren förvandlas till den nya militärregimens marionett i Kyoto och den faktiska makten flyttar till Edo. Från början av 1600-talet är Edo Japans de facto-huvudstad.

### 1600-talet
Efter att Tokugawa Ieyasu tagit makten i Japan startade Edos expansion på allvar.
År 1637 var det stora slottet i Edo färdigt. Två årtionden senare förstördes det i meirekibranden, men byggdes upp på nytt. Under eldsvådan brann också nöjeskvarteren i Yoshiwara (i nuvarande Taito) ner. 100 000 människor dog i bränderna det året.
Meirekibranden var den första stora branden i Edo, men inte den sista. Staden växte snabbt, och det mesta byggdes i trä, så förödande eldsvådor var vanliga. Efter meirekibranden, under den följande manjiperioden inrättas dock ett brandförsvar i staden.

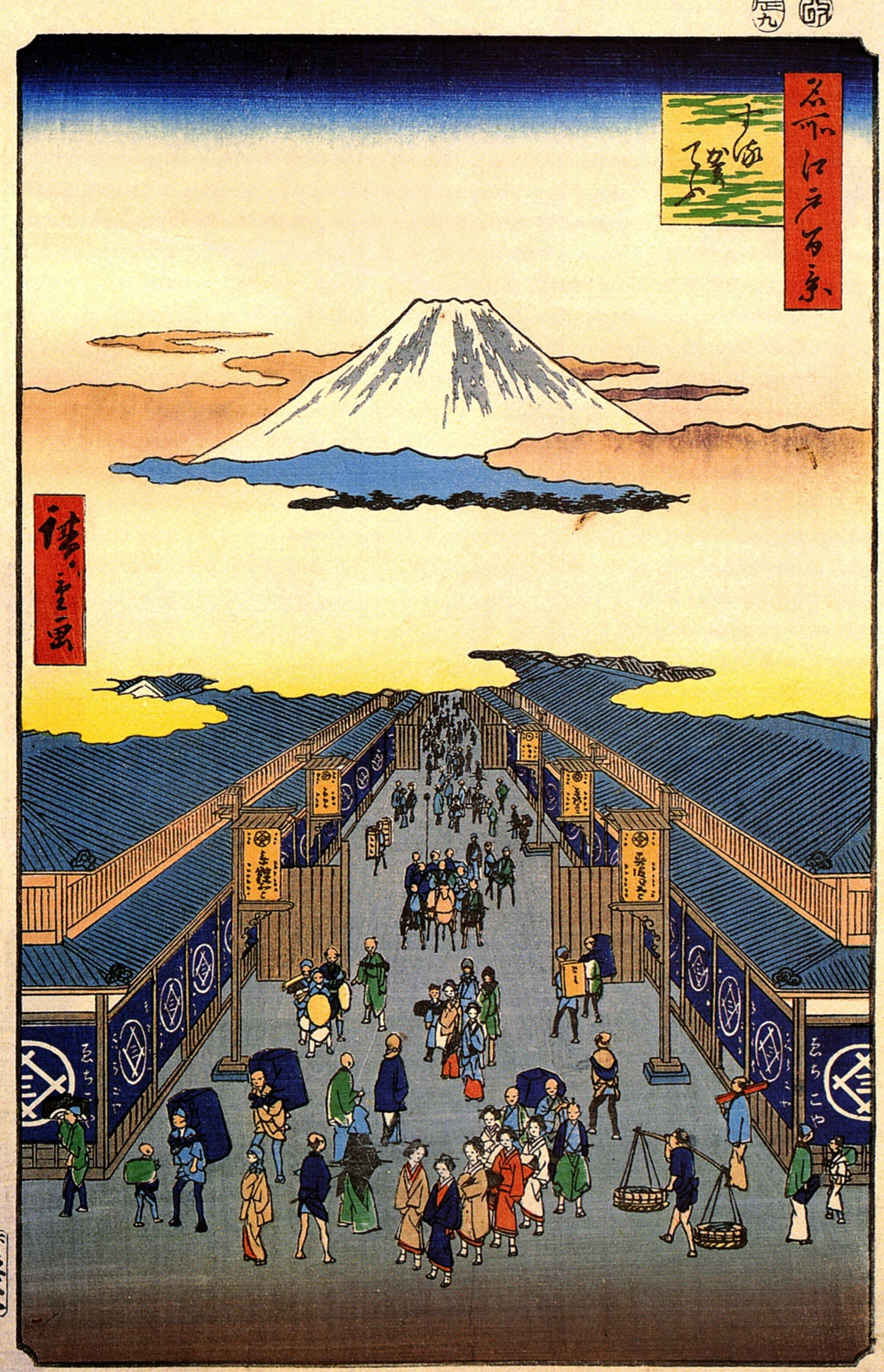
Echigoya, föregångaren till Mitsui.

År 1673 (första året i enpōperioden) öppnar det blivande storföretaget Mitsui sin första butik i Edo, Echigoya, där man säljer bland annat kläder.
Nu börjar också edo bli en kulturstad av mått, med geishor, kabuki, bunraku, poesi och ukiyo-e
I en folkräkning 1693 bor 353 588 personer inne i Edo, som har blivit en stor handelsplats.

### 1700-talet
År 1718 har Edos befolkning passerat en halv miljon (534 633), en hisnande folkmängd vid den här tiden.
Militärstyret skärper landets isolering under mitten av Edo-perioden. Bland annat innebär Kyōhōreformerna 1717 att importen av utländsk konst och litteratur kraftigt begränsas. Ändå blir så kallad rangaku, studiet av västerländska läror, bara viktigare och viktigare bland forskare, konstnärer och författare.

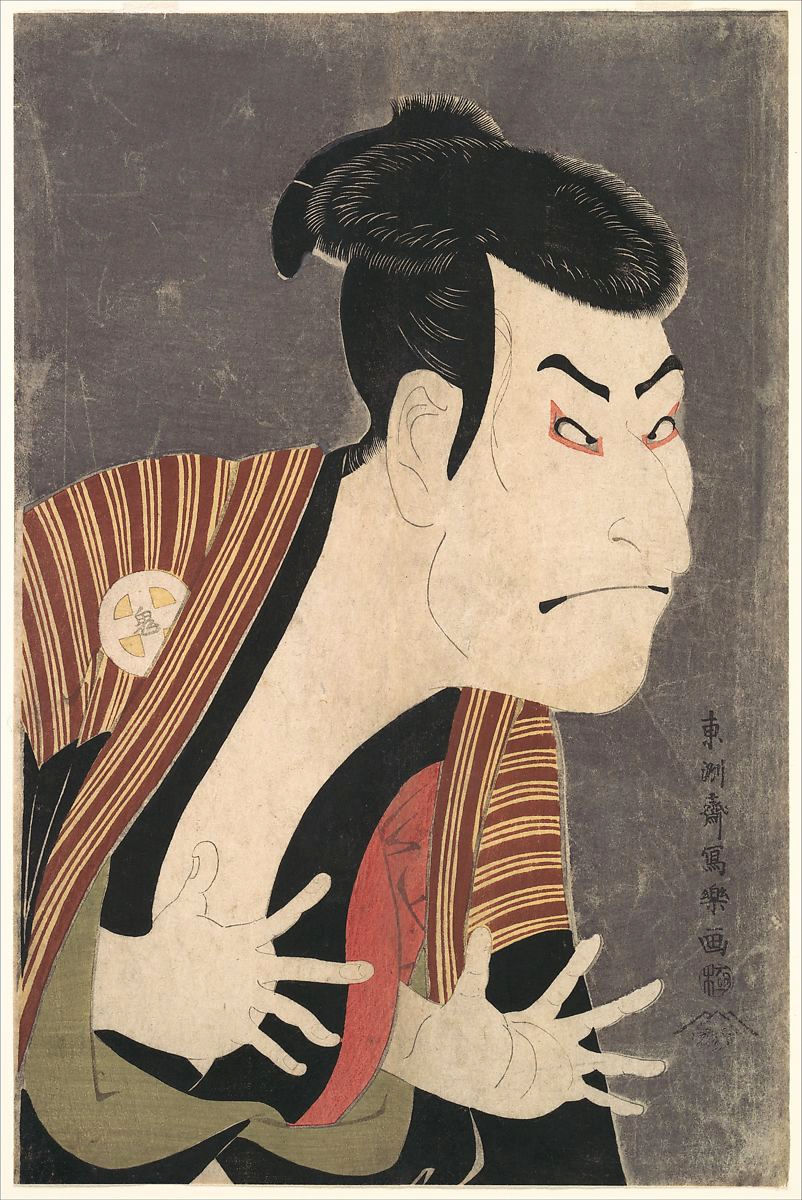
Ukiyo-e-bild av kabukiskådespelaren Otani Oniji II. Ukiyo-e och kabuki är två exempel på de nya konstformer som blomstrade i Edo under Edoperioden.

Den kulturella blomstringen i Edo, med ukiyo-e, kabuki, japanskspråkig litteratur och annat, sticker av mot den traditionella, mer kinesiskinfluerade kulturen. Edos kulturliv handlar i högsta grad om populärkultur, i motsats till elitens, adelns och kejsarens finkultur.
Ukiyo-e-konsten blir allt mer förfinad, och 1765 uppfinner Suzuki Harunobu fullfärgstrycket, som snabbt ersätter tidigare trefärgstryck.
År 1707 inträffar Fujis utbrott under Hōei-eran (japanska: 宝永大噴火?, Hōei-daifunka), varvid aska spreds över hela Kanto. Utbrottet har skildrats i många tavlor och berättelser från Edo.
År 1772 inträffar den så kallade meiwabranden, ytterligare en av de stora bränderna i Edos historia.

### 1800-talet
Under 1800-talet börjar Tokugawa-shogunatet krackelera. Amerikanernas (genom Matthew C. Perry) landstigning i Tokyobukten i juli 1853 blev en av alla prövningar som shogunatet inte lyckades hantera på ett bra sätt. Dessförinnan hade Ryssland förgäves försökt inleda handelsrelationer med Japan. Påtryckningarna från omvärlden ledde till inre konflikter. 1860 mördades Ii Naosuke, som hade förespråkat en öppning av landet, av pro-isolationistiska samurajer.
En av de största katastroferna i stadens historia, den stora Edojordbävningen inträffade 1855.
1867 lämnar Japans sista shogun, Tokugawa Yoshinobu, ifrån sig makten och flyr Edo. Året därpå inleds Meijirestaurationen. Edo byter namn till Tokyo och blir kejserlig huvudstad.

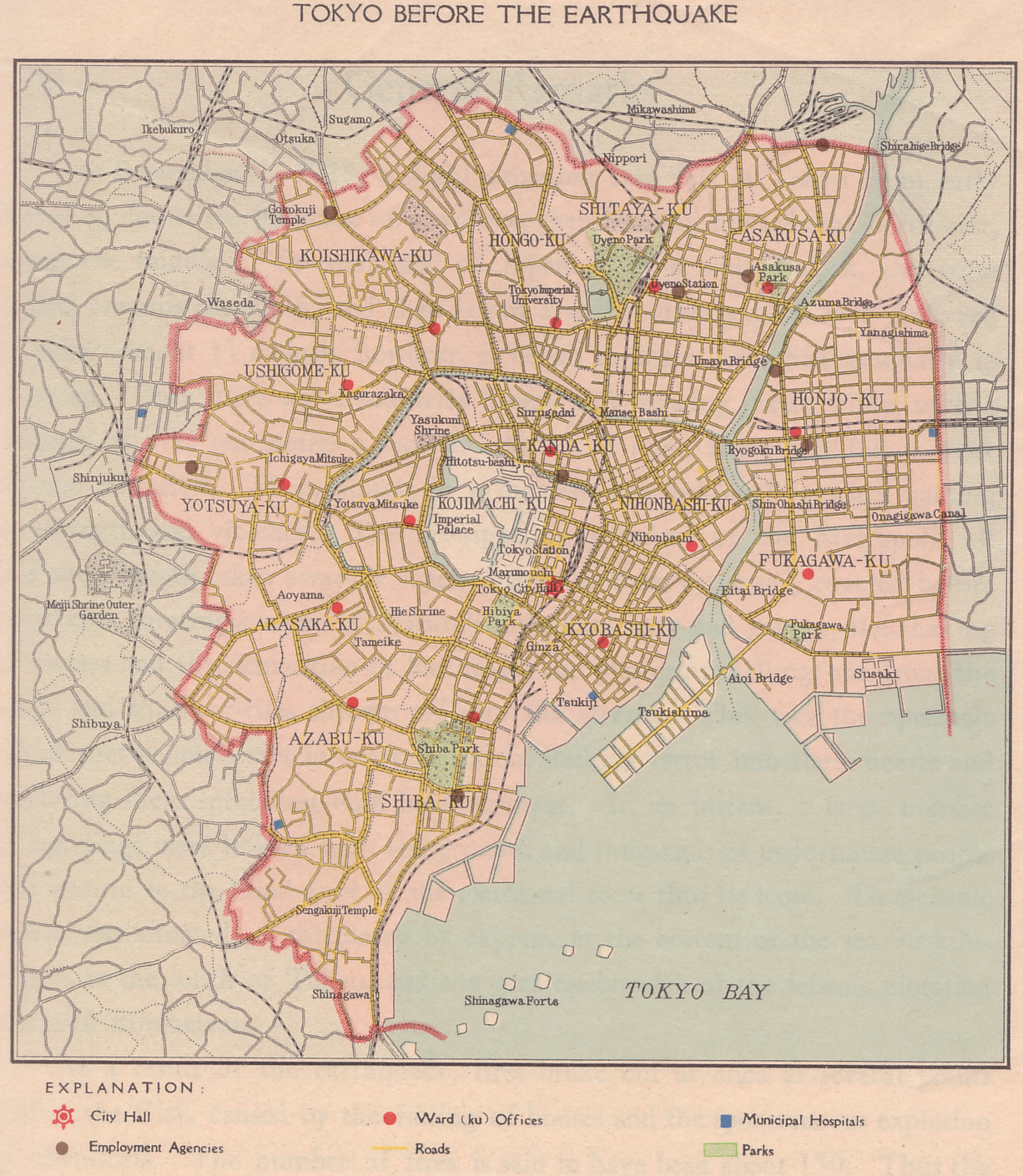
Karta över Tokyo strax före den stora jordbävningen.

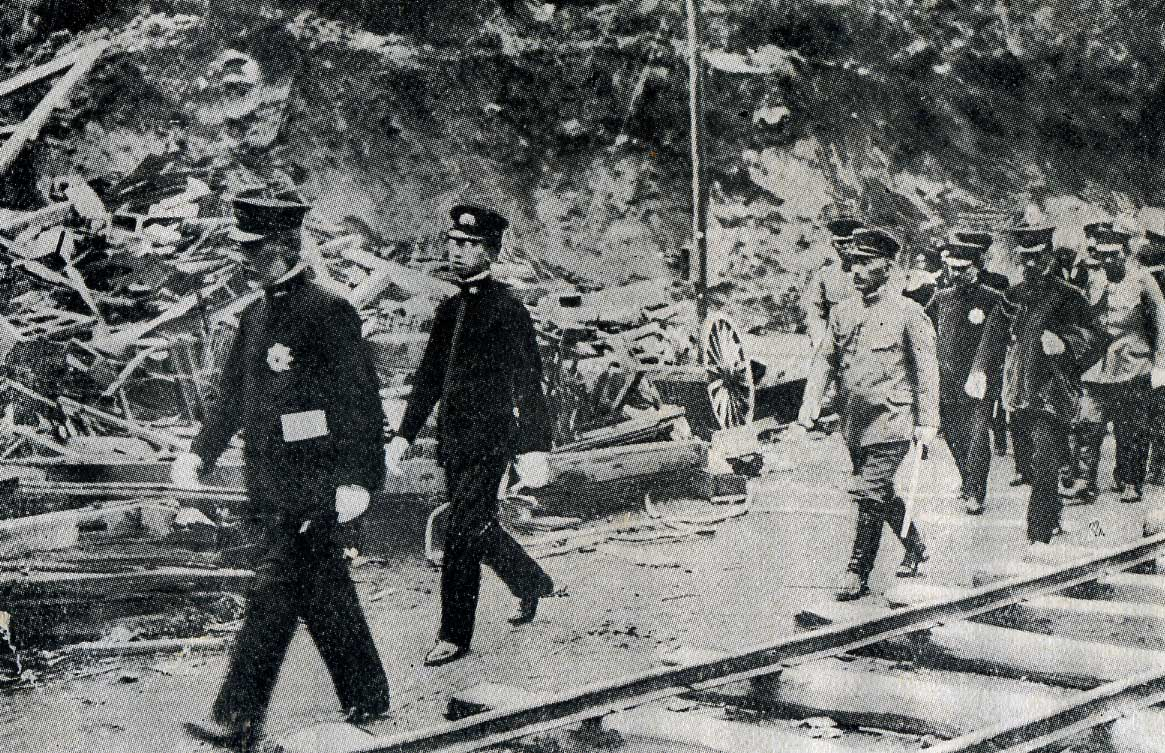
Kronprins Hirohito inspekterar förödelsen efter den stora jordbävningen 1923.

## Tokyoperioden
År 1868 bytte Edo namn till Tokyo och blev Japans huvudstad (även om inget formellt beslut någonsin fattades om det).
1871 bildas nuvarande Tokyo prefektur.
1877 grundas Tokyo universitet.
Japan kämpar under slutet av 1800-talet för att ta in västvärldens teknologiska försprång, som upplevt som ett hot på grund av den aggressiva kolonisationen i Ost- och Sydostasien. I samband med det förändras Tokyo snabbt. På konstgjorda öar expanderar staden söderut. 1903 startar den första spårvagnslinjen och 1927 öppnar stadens första tunnelbaneljine, Ginzalinjen mellan Asakusa och Ueno. 1931 öppnar flygplatsen i Haneda.
Den 1 september 1923 drabbades staden av en stor jordbävning där uppemot 143 000 människor miste livet. Trots denna katastrof byggde man upp staden igen och populationen växte stadigt fram till andra världskrigets utbrott.

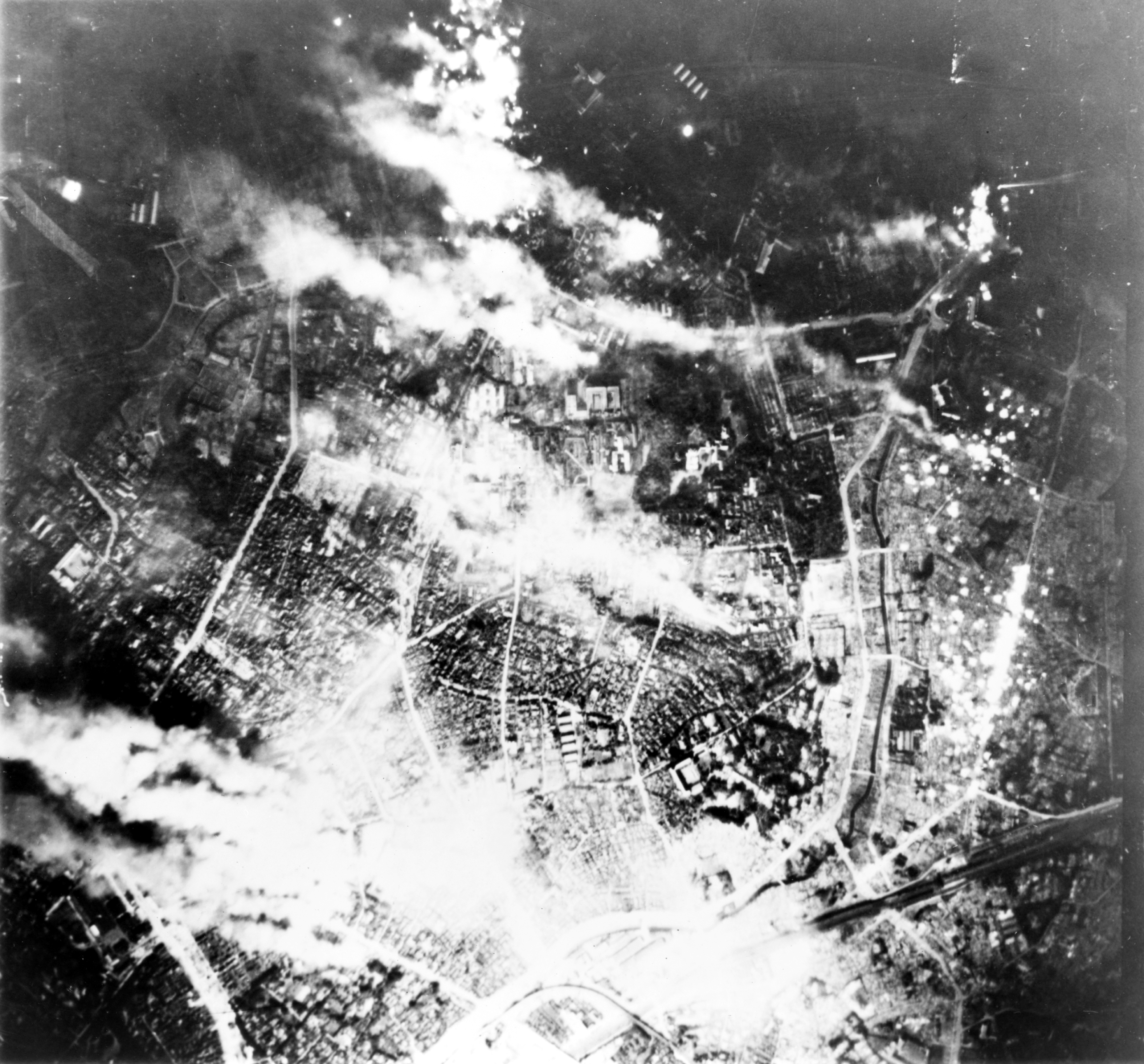
Brandbomber över Tokyo.

De första bomberna över Tokyo släpptes 18 april 1942, och fram tills krigsslutet 1945 mer än halverades Tokyos population (se även Bombningarna av Tokyo 9-10 mars 1945). Efter krigets slut placerade de allierade sitt ockupationskontor i den sönderbombade staden, och återuppbyggnaden kom igång snabbt tack vare amerikansk hjälp.

### Efter Stilla havskriget
Staden Tokyo upphörde administrativt sett att existera år 1943. Det som i dag oftast kallas Tokyo är 23  stadsdelskommuner i östra Tokyo prefektur.
Tokyo var värd för Olympiska sommarspelen 1964.
Under 1970-talet ökade befolkningen drastiskt då många arbetare lämnade landsbygden för att flytta in till staden. Detta tillsammans med den snabbt växande ekonomin gjorde Tokyo till en världsstad men lade även grunden för den ekonomiska bubblan som skulle spricka i slutet av åttiotalet.
1995 utförde sekten Aum Shinrikyo en attack med saringas mot Tokyos tunnelbana. Se Saringasattacken i Tokyo.